# Cissa hypoleuca
Cissa hypoleuca е вид птица от семейство Вранови (Corvidae).

## Разпространение
Видът е разпространен във Виетнам, Китай, Лаос и Тайланд.